# Daniel A. Sumner
Daniel Alan Sumner (* 1950) ist ein US-amerikanischer Agrarökonom. Er ist Professor an der University of California, Davis.

## Leben
Sumner wuchs auf einer Obstfarm im Suisun Valley auf. Seinen B.S. in Agrarmanagement erhielt er 1971 an der California Polytechnic State University. Einen M.A. in Wirtschaftswissenschaften schloss er 1973 an der Michigan State University ab; die Promotion erfolgte 1978 an der University of Chicago. Zwischen 1978 und 1992 war Sumner Professor an der North Carolina State University, die meiste Zeit nach 1986 arbeitete er jedoch für die Regierung in Washington, D.C. 1987–1988 war er Mitglied im Council of Economic Advisers. Auch war er am USDA. Seit 1993 ist er Professor in Davis.

## Arbeit
Sumner forscht auf den Gebieten Agrar- und Handelspolitik, Humankapital und Marktregulierung. Ein Schwerpunkt liegt auf dem Agrarhandel mit Korea sowie dem Milch- und dem Reissektor.